# Portugiesische Badmintonmeisterschaft 2003
Die Portugiesische Badmintonmeisterschaft 2003 fand vom 18. bis zum 19. Mai 2003 in Peniche statt. Es war die 46. Austragung der nationalen Titelkämpfe in Portugal.

## Finalergebnisse
| Disziplin    | Sieger                           | Finalist                         | Ergebnis         |
| ------------ | -------------------------------- | -------------------------------- | ---------------- |
| Herreneinzel | Marco Vasconcelos                | Fernando Silva                   | 15-12, 15-5      |
| Dameneinzel  | Telma Santos                     | Filipa Lamy                      | 11-3, 11-0       |
| Herrendoppel | Fernando Silva Ricardo Fernandes | Hugo Rodrigues Marco Vasconcelos | 15-5, 15-11      |
| Damendoppel  | Telma Santos Vânia Leça          | Ana Moura Sara Gonçalves         | 11-5, 11-1       |
| Mixed        | Fernando Silva Vânia Leça        | Alexandre Paixão Filipa Lamy     | 11-4, 4-11, 11-9 |